# Comuna Poličnik, Zadar
Poličnik este o comună în cantonul Zadar, Croația, având o populație de 4.469 de locuitori (2011).

## Demografie
Componența etnică a comunei Poličnik
     Croați (98,75%)
     Necunoscut (0,04%)
     Neclasificat (0,98%)
Componența confesională a comunei Poličnik
     Catolici (98,28%)
     Necunoscută (0,22%)
     Alte religii (1,5%)
Conform recensământului din 2011, comuna Poličnik avea 4.469 de locuitori. Din punct de vedere etnic, majoritatea locuitorilor (98,75%) erau croați. Apartenența etnică nu este cunoscută în cazul a 0,04% din locuitori. Din punct de vedere confesional, majoritatea locuitorilor (98,28%) erau catolici. Pentru 0,22% din locuitori nu este cunoscută apartenența confesională.